# Championnat du monde des voitures de sport 1953
1954
Le Championnat du monde des voitures de sport 1953 est la 1re saison du Championnat du monde des voitures de sport (WSC) FIA. Il est réservé aux voitures de sport qui vont courir à travers le monde dans des courses d'endurance. Il s'est couru du 8 mars 1953 au 23 novembre 1953, comprenant sept courses.

## Calendrier
| Manche | Course                       | Circuit                       | Participants | Date             |
| ------ | ---------------------------- | ----------------------------- | ------------ | ---------------- |
| 1      | 12 Heures de Sebring         | Sebring International Raceway | 54           | 8 mars           |
| 2      | Mille Miglia                 | Brescia                       | 490          | 26 avril         |
| 3      | 24 Heures du Mans            | Le Mans                       | 60           | 13 au 14 juin    |
| 4      | 24 Heures de Spa             | Circuit de Spa-Francorchamps  | 39           | 25 au 26 juillet |
| 5      | 1 000 km du Nürburgring ADAC | Nürburgring                   | 50           | 30 août          |
| 6      | RAC Tourist Trophy           | Dundrod                       | 27           | 5 septembre      |
| 7      | Carrera Panamericana         | Veracruz                      | 172          | 23 novembre      |

## Résultats de la saison

### Attribution des points
Les points sont distribués aux six premiers de chaque course dans l'ordre de 8-6-4-3-2-1.
Les constructeurs ne reçoivent les points que de leur voiture la mieux classée, les autres voitures du même constructeur ne marquant aucun point.

### Courses
| Manche | Circuit           | Équipe vainqueur                 | Résultats |
| Manche | Circuit           | Pilote vainqueur                 | Résultats |
| ------ | ----------------- | -------------------------------- | --------- |
| 1      | Sebring           | #57 Briggs Cunningham            | Résultats |
| 1      | Sebring           | Phil Walters John Fitch          | Résultats |
| 2      | Brescia           | #547 Scuderia Ferrari            | Résultats |
| 2      | Brescia           | Giannino Marzotto Marco Crosara  | Résultats |
| 3      | Le Mans           | #18 Jaguar Cars, Ltd.            | Résultats |
| 3      | Le Mans           | Tony Rolt Duncan Hamilton        | Résultats |
| 4      | Spa-Francorchamps | #8 Scuderia Ferrari              | Résultats |
| 4      | Spa-Francorchamps | Giuseppe Farina Mike Hawthorn    | Résultats |
| 5      | Nürburgring       | #1 Scuderia Ferrari              | Résultats |
| 5      | Nürburgring       | Alberto Ascari Giuseppe Farina   | Résultats |
| 6      | Dundrod           | #20 Aston Martin Ltd.            | Résultats |
| 6      | Dundrod           | Peter Collins Pat Griffith       | Résultats |
| 7      | Veracruz          | #36 Scuderia Lancia              | Résultats |
| 7      | Veracruz          | Juan Manuel Fangio Gino Bronzoni | Résultats |

### Attributions des  points
| Points | 8 | 6 | 4 | 3 | 2 | 1 |

Seuls les quatre meilleurs résultats des sept courses sont pris en compte dans le classement. Les autres points ne sont pas comptabilisés et sont indiqués en italique.
| Pos. | Constructeur   | SEB | MMI | LMS | SPA | NÜR | RTT | PAN | Total |
| ---- | -------------- | --- | --- | --- | --- | --- | --- | --- | ----- |
| 1    | Ferrari        | (1) | 8   | (2) | 8   | 8   |     | 3   | 27    |
| 2    | Jaguar         | 4   |     | 8   | 6   | 6   | (4) |     | 24    |
| 3    | Aston Martin   | 6   | 2   |     |     |     | 8   |     | 16    |
| 4=   | Lancia         |     | 4   |     |     |     |     | 8   | 12    |
| 4=   | Cunningham     | 8   |     | 4   |     |     |     |     | 12    |
| 6    | Alfa Romeo     |     | 6   |     |     |     |     |     | 6     |
| 7    | Borgward       |     |     |     |     | 4   |     |     | 4     |
| 8=   | Porsche        |     |     |     |     | 3   |     |     | 3     |
| 8=   | Deutsch-Bonnet |     |     |     | 3   |     |     |     | 3     |
| 10=  | Veritas        |     |     |     |     | 2   |     |     | 2     |
| 10=  | Talbot         |     |     |     |     |     |     | 2   | 2     |
| 10=  | O.S.C.A.       | 2   |     |     |     |     |     |     | 2     |
| 13=  | Gordini        |     |     | 1   |     |     |     |     | 1     |
| 13=  | Frazer Nash    |     |     |     |     |     | 1   |     | 1     |